# 埃马努埃拉·西林巴尼
埃马努埃拉·西林巴尼（義大利語：Emanuela Silimbani，1959年4月26日—），意大利前女子篮球运动员。她曾代表意大利国家队参加1980年夏季奥林匹克运动会篮球比赛，结果获得第六名。